# بومباروو بردو
بومباروو بردو (به صربی: Bumbarevo Brdo) یک روستا در صربستان است که در کنیچ واقع شده‌است.